# Јасутоши Миура
Јасутоши Миура (јап. 三浦 泰年; 15. јул 1965) бивши је јапански фудбалер.

## Каријера
Током каријере је играо за Верди Кавасаки, Шимицу С-Пулс, Ависпа Фукуока и Висел Кобе.

## Репрезентација
За репрезентацију Јапана дебитовао је 1993. године. За тај тим је одиграо 3 утакмице.

## Статистика
| Јапан  | Јапан   | Јапан  |
| Година | Наступи | Голови |
| ------ | ------- | ------ |
| 1993.  | 3       | 0      |
| Укупно | 3       | 0      |